# 站前街道 (葫芦岛市)
站前街道，是中华人民共和国辽宁省葫芦岛市连山区下辖的一个乡镇级行政单位。

## 行政区划
站前街道下辖以下地区：
市场社区、中物社区、站前社区、健康社区、永昌社区、城建社区、乐园社区、友谊社区、海业社区、红星社区和胜利社区。